# Чиколинское сельское поселение
Чиколинское се́льское поселе́ние — муниципальное образование в Ирафском районе Северной Осетии Российской Федерации.
Административный центр — село Чикола.

## История
Статус и границы сельского поселения установлены Законом Республики Северная Осетия-Алания от 5 марта 2005 года № 14-рз «Об установлении границ муниципального образования Ирафский район, наделении его статусом муниципального района, образовании в его составе муниципальных образований - сельских поселений и установлении их границ»

## Население
| 2002  | 2010  | 2011  | 2012  | 2013  | 2014  | 2015  |
| ----- | ----- | ----- | ----- | ----- | ----- | ----- |
| 7017  | →7017 | ↗7020 | ↘6983 | ↘6919 | ↘6821 | ↗6835 |
| 2016  | 2017  | 2018  | 2019  | 2021  | 2023  | 2024  |
| ↗6850 | ↘6824 | ↘6801 | ↗6810 | ↗7366 | ↘7288 | ↗7292 |

## Состав сельского поселения
| № | Населённый пункт | Тип населённого пункта       | Население |
| - | ---------------- | ---------------------------- | --------- |
| 1 | Чикола           | село, административный центр | ↗7292     |